# Raymond de Vieussens
Raymond de Vieussens, född 1641, död 1715, fransk anatom. 
Vieussens blev 1671 läkare vid hospitalet Saint-Éloy i Montpellier, kallades därifrån till Paris som läkare hos hertiginnan av Montpensier, men återvände efter hennes död till sin förra ställning i Montpellier. Vieussens ägnade stort intresse åt anatomiska studier över nervsystemet, vilkas resultat han 1685 utgav under titeln Neurologia universalis, hoc est omnium humani corporis nervorum simul ac cerebri, medullæque spinalis descriptio anatomica. Den av vit substans bestående huvudmassan av hjärnhemisfärerna fick efter honom namnet centrum semiovale Vieussenii. Senare offentliggjorde han viktiga anatomiska och patologisk-anatomiska undersökningar över hjärtat och blodkärlen i Novum vasorum corporis humani systema (1705), Nouvelles découvertes sur le cœur (1706) och De la structure et des causes du mouvement du cœur (1715). Han utgav vidare arbeten över hörselorganets anatomi, såsom Traité sur la structure de Voreille (1714), m.m. Efter hans död utkom i fyra band Histoire des maladies internes (1774-75).